# Kratice (tvrz)
Kratice (též Barbora) jsou tvrz přestavěná na sýpku západně od Kvasetic u Plánice v okrese Klatovy. Od roku 1964 je chráněna jako kulturní památka.

## Historie
První písemná zmínka o vsi Kratice pochází z roku 1379, kdy patřila nepomuckému klášteru, a po jeho zániku během husitských válek byla připojena k zelenohorskému panství. Nejspíše ve druhé polovině čtrnáctého století byla ve vsi založena tvrz, kterou nechal rozšířit Ladislav ze Šternberka po roce 1580. Podle Augusta Sedláčka a Miloslava Bělohlávka ji teprve on nechal založit. Roku 1599 Kratice koupil Adam ze Šternberka a připojil je k plánickému panství. Kratická tvrz ztratila svůj význam a roku 1638 byla uvedena jako opuštěná. Její věž byla na počátku devatenáctého století přestavěna na barokní sýpku.

## Stavební podoba

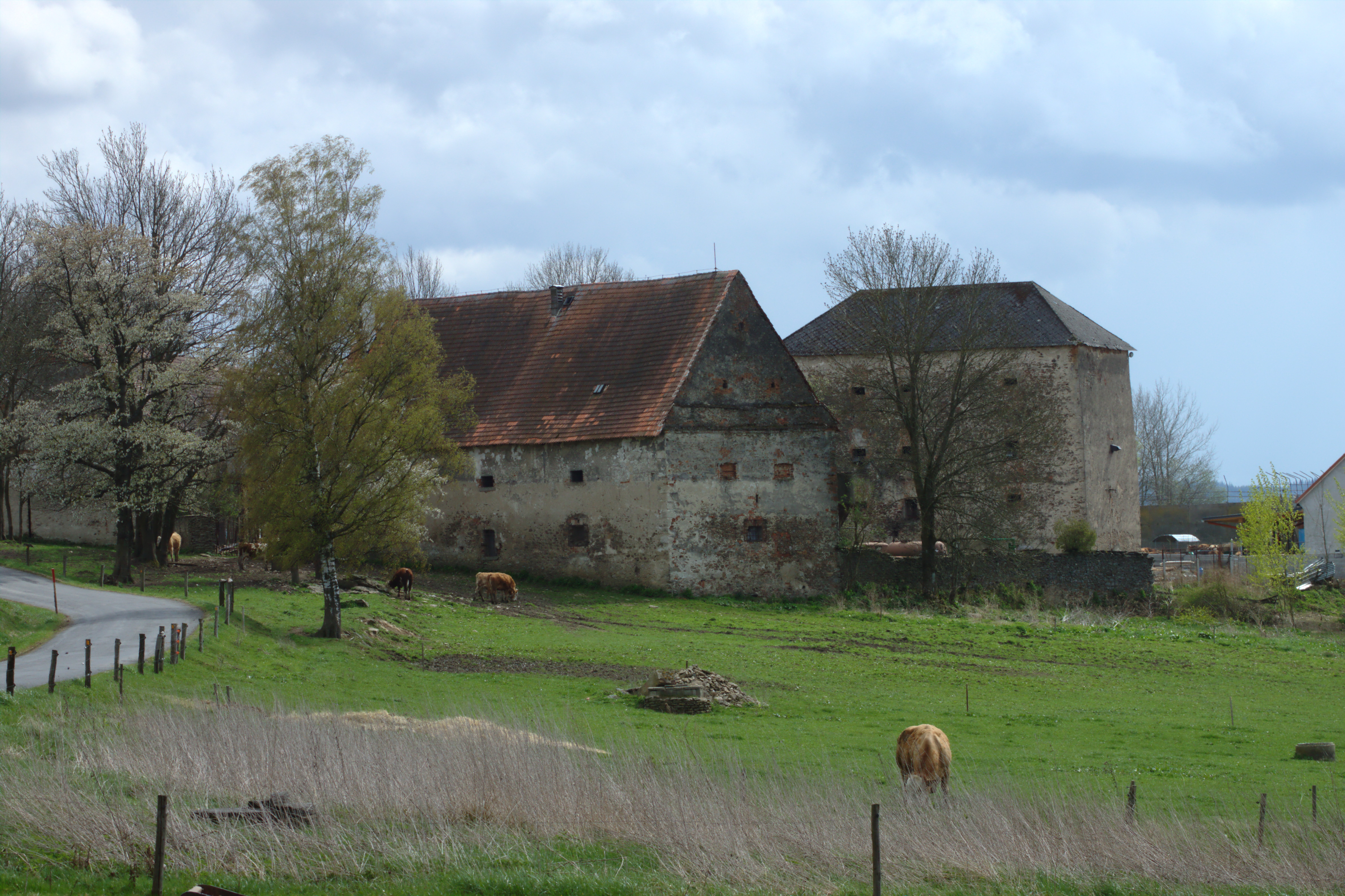
Dvůr Kratice

Dvoupatrová věž stojí uprostřed hospodářského dvora. Má obdélníkový půdorys s rozměry 21 × 9,3 metru a na výšku měří šestnáct metrů. Vchází se do ní klenutým vstupem. Interiéry byly původně osvětlené částečně dochovanými střílnovitými okénky, která byla při barokní přestavbě nahrazena malými pravoúhlými okny s provlékanými mřížemi. Ostatní hospodářské budovy (barokní stodoly a chlévy, renesanční hospodářská budova) nejsou památkově chráněné.